# Glyptemys muhlenbergii
La tortuga de pantano (Glyptemys muhlenbergii) es una tortuga semiacuática endémica del este de los Estados Unidos. Se describió científicamente por primera vez en 1801 después de un censo en Pensilvania en el siglo XVIII. Es la turtuga norteamericana más pequeña, con una longitud de 10 cm. cuando ha crecido completamente. Aunque la tortuga de pantano es similar en apariencia a la tortuga pintada y a la moteada, su pariente viviente más cercano es un solo un poco más grande que el galápago de bosque. La tortuga de pantano puede encontrarse desde norte de Vermont, el sur de Georgia y el oeste de Ohio. Son diurnas y reservadas, pasan la mayor parte de su tiempo enterradas en lodo y –durante los meses de invierno– en hibernación. La tortuga de pantano es omnívora, alimentándose principalmente de invertebrados pequeños. 
Las tortugas de pantano adulto pesan 110 gramos en promedio. Sus pieles y caparazones típicamente son marrón oscuro, con una mancha naranja distintiva en cada lado del cuello.  Dado que se consideran amenazadas a nivel federal, están protegidas bajo el Acta de las Especies en Peligro de los Estados Unidos. Las plantas invasivas y desarrollo humano han erradicado gran parte del hábitat de la tortuga, reduciendo sus números substancialmente. La demanda de la tortuga de pantano es alta en el mercado negro de mascotas, parcialmente por su pequeño tamaño y características únicas. Varios proyectos privados han sido emprendidos en un esfuerzo para revertir la disminución en la población de la tortuga.
La tortuga tiene un índice de reproducción bajo; las hembras depositan una puesta de huevos al año, con un promedio de 3 huevos cada una. Los jóvenes tienden a crecer rápido, alcanzando la madurez sexual entre los 4 y 10 años de edad. Las tortugas de pantano viven por un promedio de 20 a 30 años la naturaleza. Desde 1973, el zoológico del Bronx ha reproducido exitosamente tortugas de pantano en cautiverio.

## Taxonomía

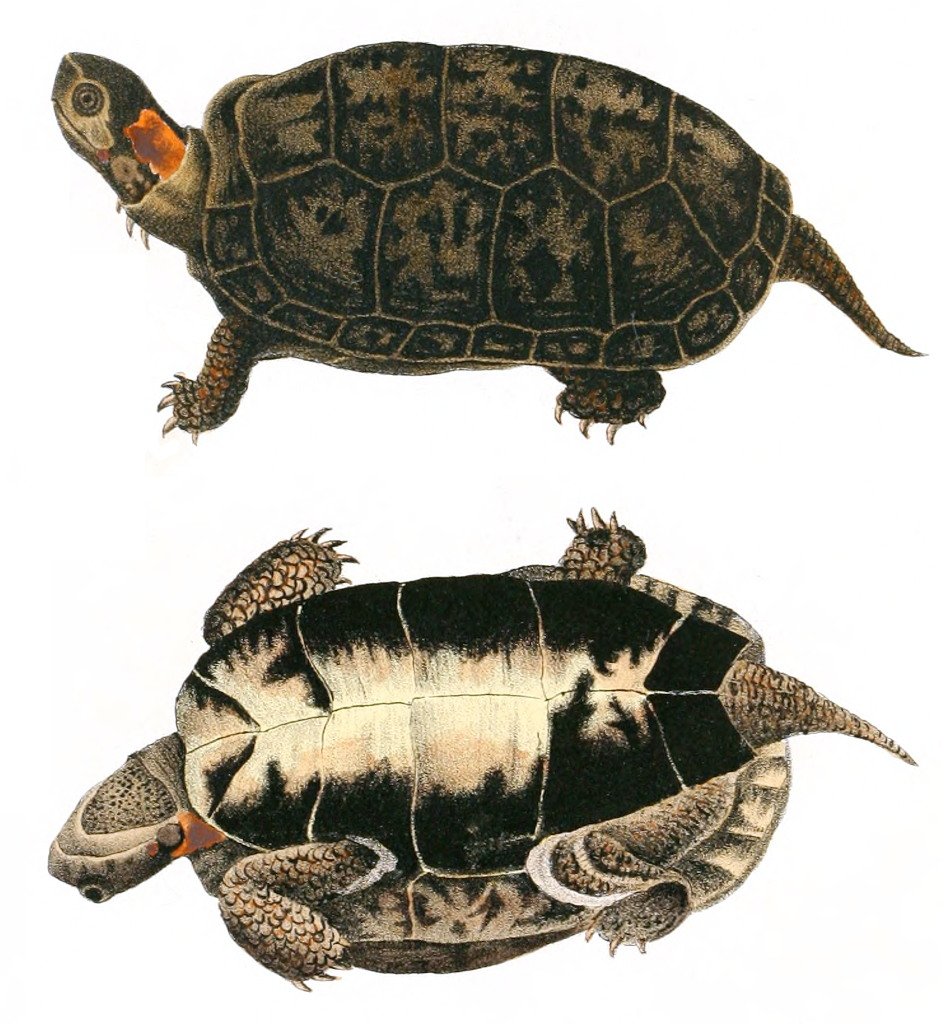
Dos dibujos de una tortuga de pantano que muestran tanto el caparazón como el plastron (parte inferior). Esta es marrón y negra excepto por el punto brillante en el lado de su cuello.

La tortuga de pantano fue notada en el siglo XVIII por Gotthilf Heinrich Ernst Muhlenberg, un botánico autodidacta y clérigo. Muhlenberg, quien nombró más de 150 especies de plantas norteamericanas, estaba realizando un censo de la flora del Condado de Lancaster, Pensilvania, cuando descubrió a la pequeña tortuga. En 1801, Johann David Schoepff nombró al descubrimiento de Muhlenberg Testudo muhlenbergii.
En 1829, Richard Harlan renombró a la tortuga Emys muhlenbergii. La especie fue subsecuentemente renombrada como Calemys muhlenbergii por Louis Agassiz en 1857, y como Clemmys muhlenbergii por Henry Watson Fowler en 1906. La sinonimia incluye Emys biguttata, nombrada en 1824 por Thomas Say con base en una tortuga de la proximidad de Filadelfia, y Clemmys nuchalis, descrita por Dunn en 1917 cercano a Linville, North Carolina. Hoy existen varios nombres para la tortuga de pantano, incluyendo tortuga del fango, de ciénaga y cabeza amarilla.
El nombre del género fue cambiado a Glyptemys en 2001. La tortuga de pantano y el galápago de bosque, Glyptemys insculpta, habían sido incluidas en el género Clemmys hasta entonces, el cual también incluía a las tortugas moteadas (C. guttata) y al galápago occidental (C. marmorata). La secuenciación de nucleótidos y análisis de DNA ribosomal sugirieron que las tortugas de pantano y el galápago del bosque están relacionados estrechamente, pero ninguna se relaciona directamente con las tortugas moteadas, por lo que se hizo la separación del género Glyptemys.

## Descripción

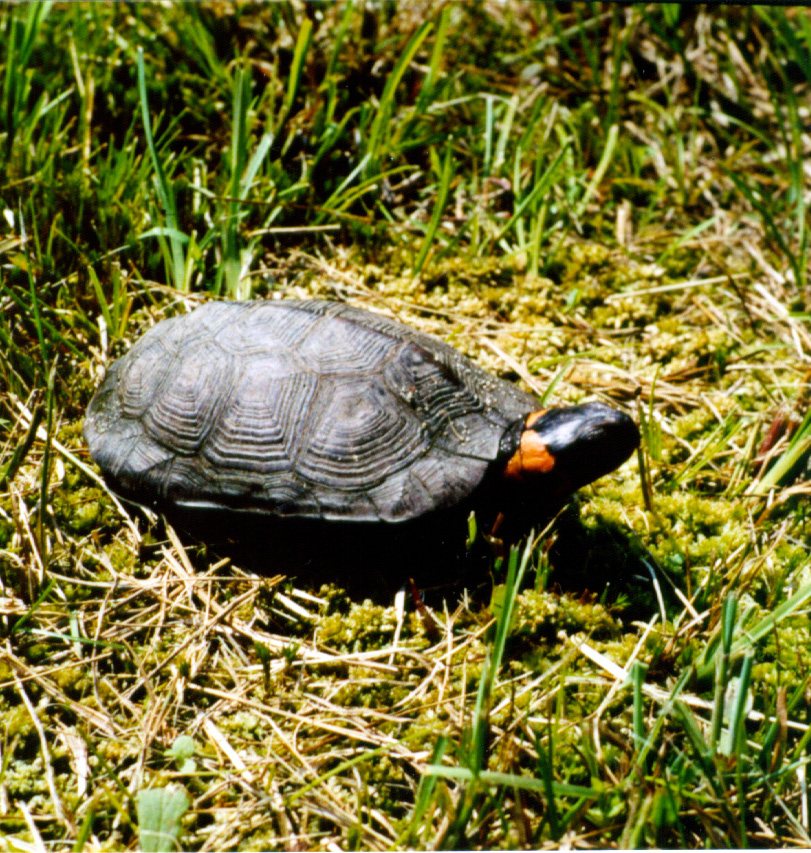
Un espécimen adulto

La tortuga de pantano es la especie más pequeña en Norteamérica. Los adultos pesan aproximadamente 110 gramos cuando han crecido completamente. No posee un hocico prominente. Sus cabeza es de tonos marrones oscuro hasta negro; sin embargo, posee una mancha amarillo, naranja o rojo brillante en cada lado de su cuello. El punto está ahorquillado frecuentemente, orientado posteriormente. La tortuga de pantano tiene una piel oscura con matices anaranjados o rojos en el interior de las patas de algunos individuos. El caparazón es abovedado, tiene forma rectangular, y tiende a ser más angosto cercano a la cabeza y más ancho cercano a la cola. El caparazón frecuentemente tiene anillos identificables en las escalas rugosas. Estas también pueden tener una organización radial de líneas. En algunos individuos más viejos, y en aquellos que se entierran frecuentemente en sustratos ásperos el caparazón puede ser liso. Aunque generalmente oscuros, el patrón radiante color castaño en cada escama también se encuentra presente en el caparazón.  El vientre del caparazón, el plastrón, también es de un color marrón oscuro a negro, con pequeñas marcas claras. 
La tortuga moteada y la tortuga pintada son similares en apariencia a la tortuga de pantano. La tortuga de pantano se distingue de cualquier otra especie de tortuga por la marca coloreada en su cuello. Una importante diferencia entre esta y la tortuga moteada es que la tortuga de pantano no posee coloración en la parte superior de la coraza, a diferencia de la otra especie.
Los machos maduros de las tortugas de pantano masculinas tienen una longitud promedio de 9.4 cm. mientras que el promedio de la longitud de las hembras es de 8.9 (medidas rectas del caparazón). Los machos tienen una proporción corporal promedio mayor que las hembras, probablemente para facilitar a los machos las interacciones macho–macho durante la selección de pareja para el apareamiento. La hembra tiene un caparazón más ancho y alto que el macho, pero la cabeza de los machos es cuadrada y más grande que la de las hembras de la misma edad. El plastrón del macho es un poco cóncavo a comparación del de la hembra, que es plano. La cola del macho es más larga y gruesa que la de la hembra. La cloaca se encuentra más cercana al final de la cola del macho de las tortugas de pantano, mientras que la de la hembra se ubica dentro del plastrón. Es difícil determinar el sexo de las tortugas en edad juvenil

## Distribución y hábitat
La tortuga de pantano es nativa únicamente del este de los Estados, congregándose en colonias que frecuentemente consisten en menos de 20 individuos. Ellas prefieren aguas calcáreas (áreas que contienen cal) incluyendo praderas, pantanos, ciénagas, que contienen regiones húmedas y secas. Su hábitat frecuentemente se encuentra en el borde de bosques Las tortugas de pantano en ocasiones pueden ser vistan en pastizales para Ganado y cerca de presas de castores.
El hábitat preferido de la Tortuga de pantano a veces es llamado pantanal, el cual es ligeramente ácido y posee un espejo de agua alto durante todo el año. La saturación constante produce agotamiento de oxígeno, generando condiciones anaeróbicas. La Tortuga de pantano usa lodo suave y profundo para refugiarse de los depredadores y el tiempo. Los manantiales de filtración y las aguas subterráneas proveen ubicaciones óptimas para la hibernación durante el invierno. El rango de sus guaridas depende del género, con promedios de, 0,17 hectáreas para los machos y 0.065 para las hembras.  Sin embargo, estudios han mostrado densidades que varían de 5 a 125 por cada 0,81 hectáreas. El rango de la tortuga de pantano coincide ampliamente con el de su pariente, el galápago del bosque.
Juncos, espadañas, plantas del género Impatients y musgos de turbera son gramíneas encontrados en el hábitat de la Tortuga de pantano, así como algunos matorrales y árboles como los sauces, los arces rojos y los alisos. Es importante que su hábitat tenga un dosel abierto, pues las tortugas de pantano pasan una porción considerable de su tiempo tomando el sol. Un dosel abierto permite que suficientes rayos del sol alcancen el suelo de modo que las tortugas puedan realizar sus procesos metabólicos utilizando termorregulación. La incubación de los huevos también requiere los niveles de rayos de sol y humedad de los que las áreas sombrías típicamente carecen. El hábitat ideal de la tortuga de pantano es de sucesión temprana. Los hábitats de sucesión tardía contienen árboles altos que bloquean la luz del sol necesaria. La erosión y los nutrientes de la escorrentía aceleran la sucesión. Los cambios causados por humanos han causado la eliminación de tortugas de pantano en áreas donde sobrevivirían normalmente.

### Poblaciones del norte y del sur

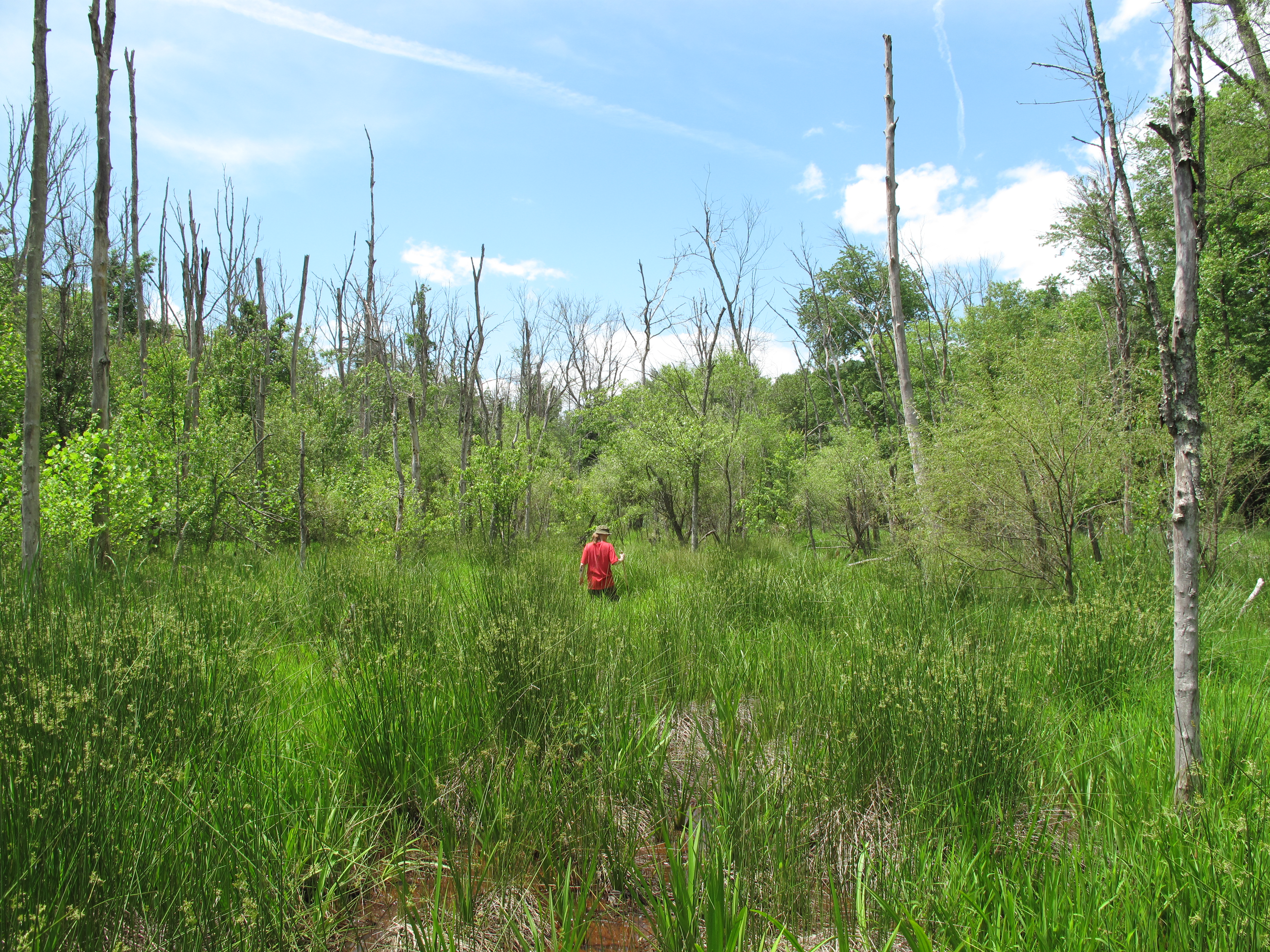
Hábitat de la tortuga de pantano en los Apalaches del Sur, en el oeste de Carolina del Norte, durante una búsqueda de tortugas por organizaciones de conservación.

Las poblaciones de la Tortuga de pantano del norte y del sur se ven separadas por una franja de 400 kilómetros que se encuentra en su mayor parte sobre Virginia, que carece de colonias de tortuga de pantano. En ambas áreas, las colonias de tortuga de pantano tienden a ubicarse en áreas altamente dispersas.
La población del norte es la más grande entre las dos. Estos individuos forman su hogar en estados tan al norte como Connecticut y Massachusetts y tan al sur como Maryland. Se conoce que estas tortugas cuentan con menos de 200 sitios habitables, número que está disminuyendo.
La población del sur es mucho más pequeña numéricamente, (solamente un estimado de 96 colonias ha sido reportado), el cual se localiza en los estados de Carolina del Norte, Carolina del Sur, Georgia, Virginia y Tennessee. Esta área en particular ha sido víctima del desecamiento del 90 por ciento de sus áreas húmedas. Las tortugas en esta población se distribuyen de manera aún más dispersa que en la población del norte y viven en elevaciones más altas de hasta 1373 metros.

### Historia evolutiva
Solo se han registrado dos descubrimientos de fósiles de Tortuga de pantano. El difunto J. Alan Holman, un paleontólogo y herpetólogo que identificó restos plastrales en un Cumberland Cave, Maryland (cerca de Corriganville), que datan de la edad Irvingtoniana (de 1.8 million a 300,000 años atrás). El segundo descubrimiento fue piezas de caparazón Rancholábreos (entre 300,000 a 11,000 años atrás) en la Cantera Gigante de Cemento en Carolina del Sura (cerca de Harleyville), por Bentely y Knight en 1998.
El cariotipo de la Tortuga de pantano se compone de 50 cromosomas. Estudios de variaciones en el ADN mitocondrial indican niveles bajos de divergencia genética entre colonias de tortugas de pantano. Esto es inusual entre especies como la Tortuga de pantano, que tienen distribuciones fragmentadas y que existen en grupos pequeños y aislados (menos de 50 individuos por colonia). Estas condiciones limitan el flujo génico, lo que típicamente genera divergencia entre grupos aislados. Los datos indican que la tortuga de pantano ha sufrido dramáticas disminuciones de población– un cuello de botella de población– pues las colonias fueron forzadas al sur en presencia de la glaciación. Los glaciares que se desvanecen generan la expansión post-Pleistoceno relativamente reciente conforme las tortugas de pantano regresan a su distribución en el norte anterior. Esta reciente colonización de una población relativamente limitada en el sur puede ser responsable de la reducción de diversidad genética. Las poblaciones del norte y del sur se encuentran genéticamente aisladas actualmente, probablemente como consecuencia de la agricultura y la destrucción de su hábitat en Virginia, Shenandoah Valley, durante la guerra civil estadounidense.

## Ecología y conducta

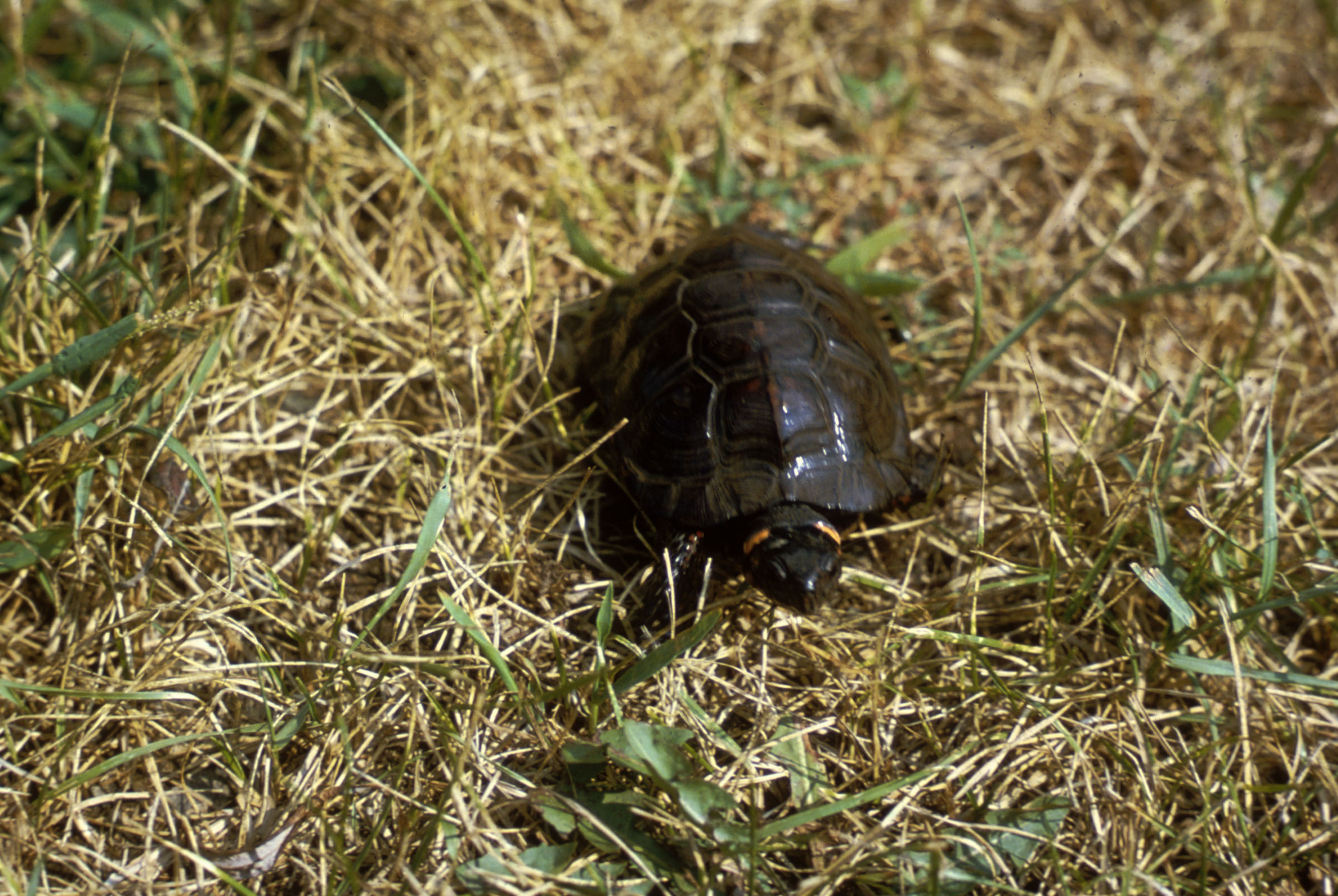
El pasto grueso destaca el tamaño de la tortuga.

### Conducta
La tortuga de pantano es principalmente diurna, activa durante el día y durmiendo por la noche. Se levanta temprano en la mañana, toma el sol hasta alcanzar una temperatura apropiada y empieza su búsqueda por comida. Es una especie solitaria, lo que hace difícil su observación en su hábitat natural. Durante los días más fríos, la tortuga de pantano pasa la mayor parte de su tiempo debajo de matorrales densos, debajo del agua o enterrada en el lodo. Tal conducta es indicativa de la habilidad de la tortuga de pantano para sobrevivir sin oxígeno. En días más cálidos, las actividades de la tortuga de pantano incluyen buscar carroña, aparearse (durante la primavera) y tomar el sol, en lo cual pasa una gran parte de su día. No obstante, la tortuga de pantano se refugia usualmente del sol durante la parte más cálida del día. Ocasionalmente, durante tiempos de calor extremo, la tortuga estivará, o vivirá bajo tierra, en ocasiones habitando redes de túneles llenos de agua. Por la noche, la tortuga de pantano se enterrará en túneles suaves.
La última parte de septiembre, marzo o abril la pasa hibernando usualmente, ya sea sola o en pequeños grupos en manantiales de filtración. Estos grupos pueden consistir de hasta 12 individuos, y a veces pueden incluir otras especies de tortugas. Las tortugas de pantano buscan encontrar un área de tierra densa, como un sistema de raíces fuerte, para encontrar protección en el período durmiente. Sin embargo, ellos pueden hibernar en otros lugares como el fondo de un árbol, madrigueras de otros animales o lugares huecos en el lodo. La tortuga de pantano emerge de la hibernación cuando la temperatura se encuentra entre 16 y 31 °C.
La tortuga de pantano macho es territorial y atacará a otros machos si se acercan a 15 cm de su posición. Un macho agresivo se acercará a un intruso con el cuello extendido. Conforme se aproxima a su enemigo, inclinará su caparazón introduciendo la cabeza y levantando sus patas traseras. Si el otro macho no se retracta, se iniciará una pelea de empujones y mordiscos. Las peleas duran unos pocos minutos, con el macho más grande y viejo ganando usualmente. La hembra también es agresiva cuando se ve amenazada. Defenderá el área alrededor de su nido, usualmente un radio de 1.2 metros de hembras que lo traspasen, pero cuando una tortuga juvenil se acerca, la ignorará y cuando un macho aparece, entregará su área (excepto durante temporada de apareamiento).

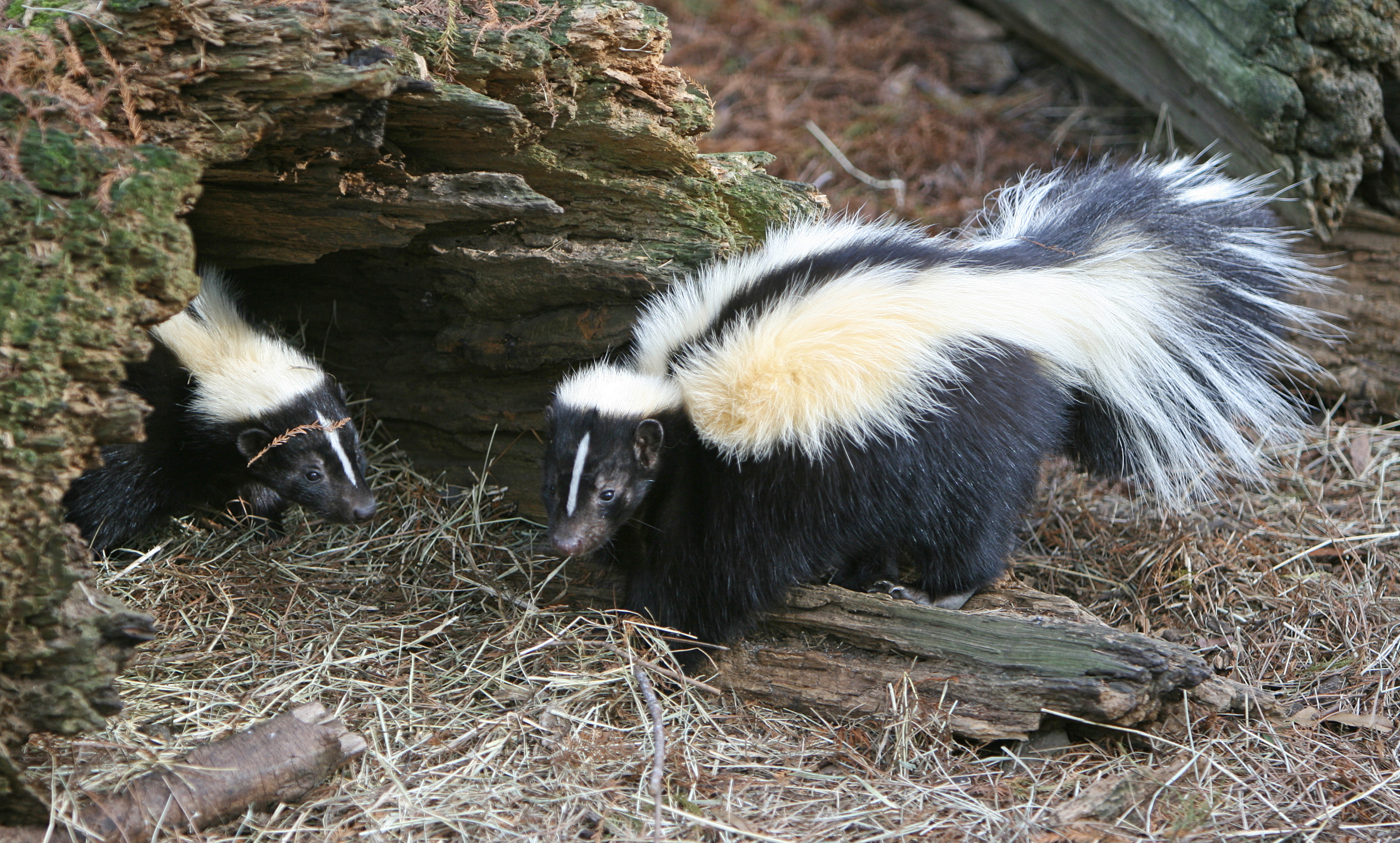
Una mofeta rayada acecha a la tortuga de pantano.

### Dieta
Las tortugas de pantano son omnívoras y comen plantas acuáticas (como lentejas de agua), semillas, moras, gusanos de tierra, caracoles, babosas, insectos y otros invertebrados, ranas y otros pequeños vertebrados. También comen ocasionalmente carroña. Los invertebrados, como los insectos, son generalmente su comida más importante. En cautiverio, se alimenta a una tortuga de pantano con frutas y verduras, así como con carne tal como hígado, corazones de pollo y comida de perro enlatada. Las tortugas de pantano se alimentan solo durante el día, pero raramente en las horas de mayor calor, consumiendo su comida en el suelo o en el agua.

### Depredadores, parásitos y enfermedades
Una multitud de diferentes animales, incluida la tortuga lagarto, diferentes especies de serpientes como Nerodia sipedon y Thamnophis sirtalis, ratas almizcleras, mofetas rayadas, zorros, perros y mapaches acechan a la tortuga de pantano. Además, los hirudíneos (Placobdella multilineata y P. parasitica) y las moscas parásito (Cistudinomyia cistudinis) son plaga en algunos individuos, causando pérdida de sangre y debilidad. Su caparazón ofrece poca protección de los depredadores. La mejor defensa de una tortuga de pantano, cuando se encuentra amenazada por un animal, es enterrarse en lodo blando. En raras ocasiones defiende su territorio o muerde cuando se le acercan.
Las tortugas de pantano pueden sufrir de infecciones causadas por bacterias. Aeromozas y Pseudomonas son dos géneros de bacteria que causan neumonía a los individuos. Agregados bacterianos (a veces conocidos como biopelículas) también han sido encontrados en los pulmones de dos especímenes muertos descubiertos en 1982 y 1995 de colonias en la población del sur.

### Movimiento

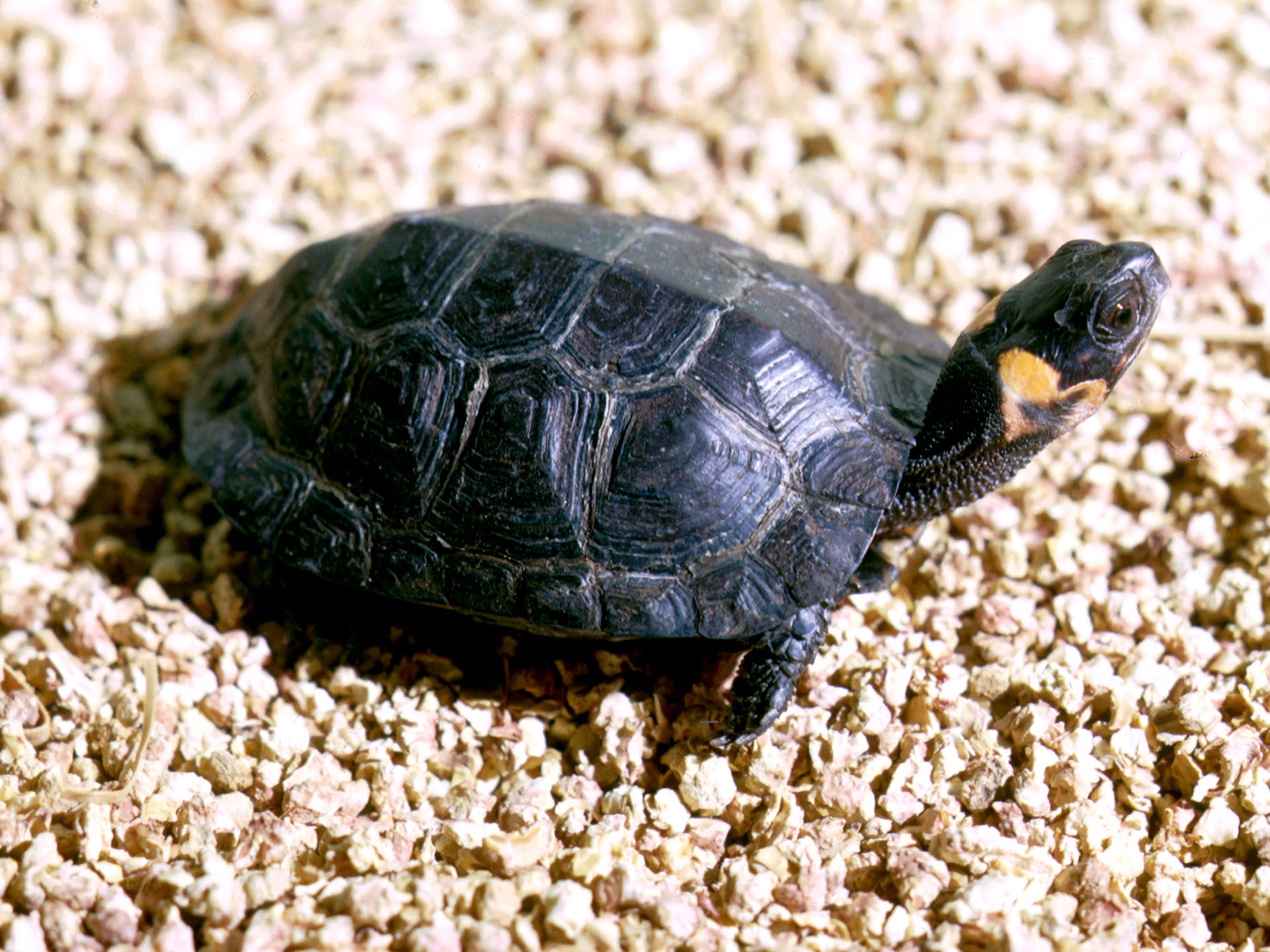
Un individuo juvenil.

La tortuga de pantano se mueve muy poco en el día, típicamente tomando el sol y esperando a su presa. Aunque no son particularmente vivaces en los días soleados, la tortuga de pantano usualmente es activa después de la lluvia. Varios estudios han encontrado diferentes tasas de movimiento diario, que varían de 2.1 a 23 metros en los machos y 1.1 a 18 metros en las hembras. Ambos sexos son capaces de regresar a su territorio cuando son liberadas a distancias de hasta 0.8 metros de su sitio de captura. La tortuga de pantano viajará largas distancias para encontrar un nuevo hábitat si su hogar se vuelve desfavorable. En la primavera es cuando la especie es más activa, y los machos muestran mayores distancias de migración y actividad por estación que las hembras, pues ellas defienden su territorio. Las distancias de migración de sus hogares han sido registradas con 87 metros para los machos y 260 metros para las hembras. Los tamaños de migración de hogar en Maryland varían desde 0.003 hectáreas hasta 3.1 hectáreas con variación considerable entre los sitios y los años.
La tortuga de pantano es semiacuática y se puede mover tanto en tierra como en agua. La distancia y frecuencia de sus movimientos en tierra ayudan a los herpetólogos a entender su conducta, ecología, flujo genético y el nivel de éxito de diferentes colonias de tortugas de pantano. La gran mayoría de los movimientos de las tortuga de pantano son de menos de 21 metros, y solamente el 2 por ciento son de distancias de más de 100 metros; los viajes largos y expansivos son (entre áreas húmedas cercanas) son raros.
El movimiento de las tortugas de pantano entre colonias facilita la diversidad genética. Si este movimiento se detuviera o limitara en cualquier manera significativa, la especie tendría una mayor probabilidad de extinción debido a que la diversidad genética caería. Algunos aspectos del movimiento de la tortuga de pantano que aun son desconocidos incluyen: fenómenos que motivan a las tortugas a salir de su hábitat natural; las distancias que se puede esperar que un individuo viaje cada día, semana y año; y como la separación de los pequeños grupos afectan a la genética de la especie.

### Ciclo de vida

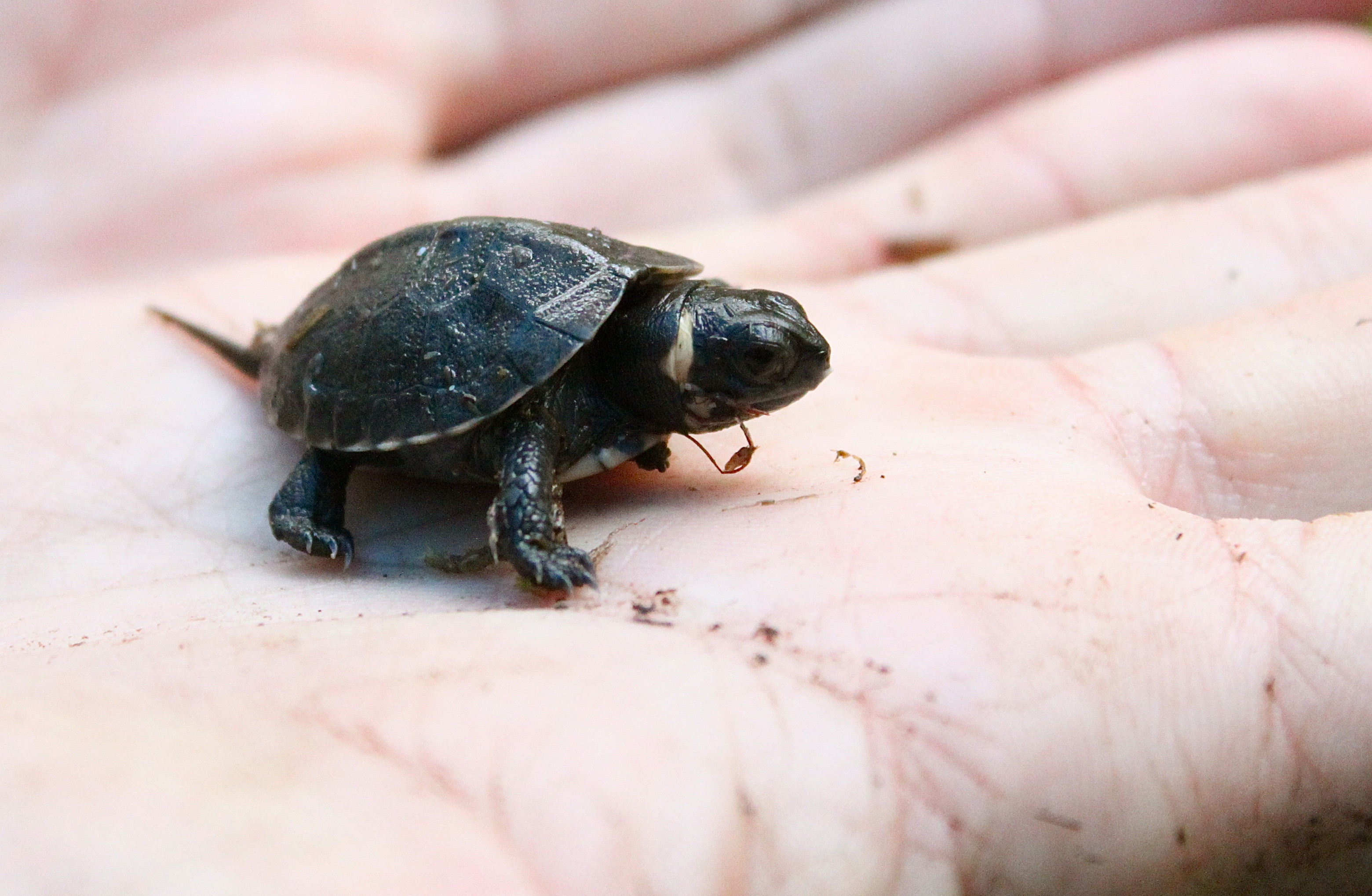
Una tortuga de pantano bebé sostenida en la palma de una mano.

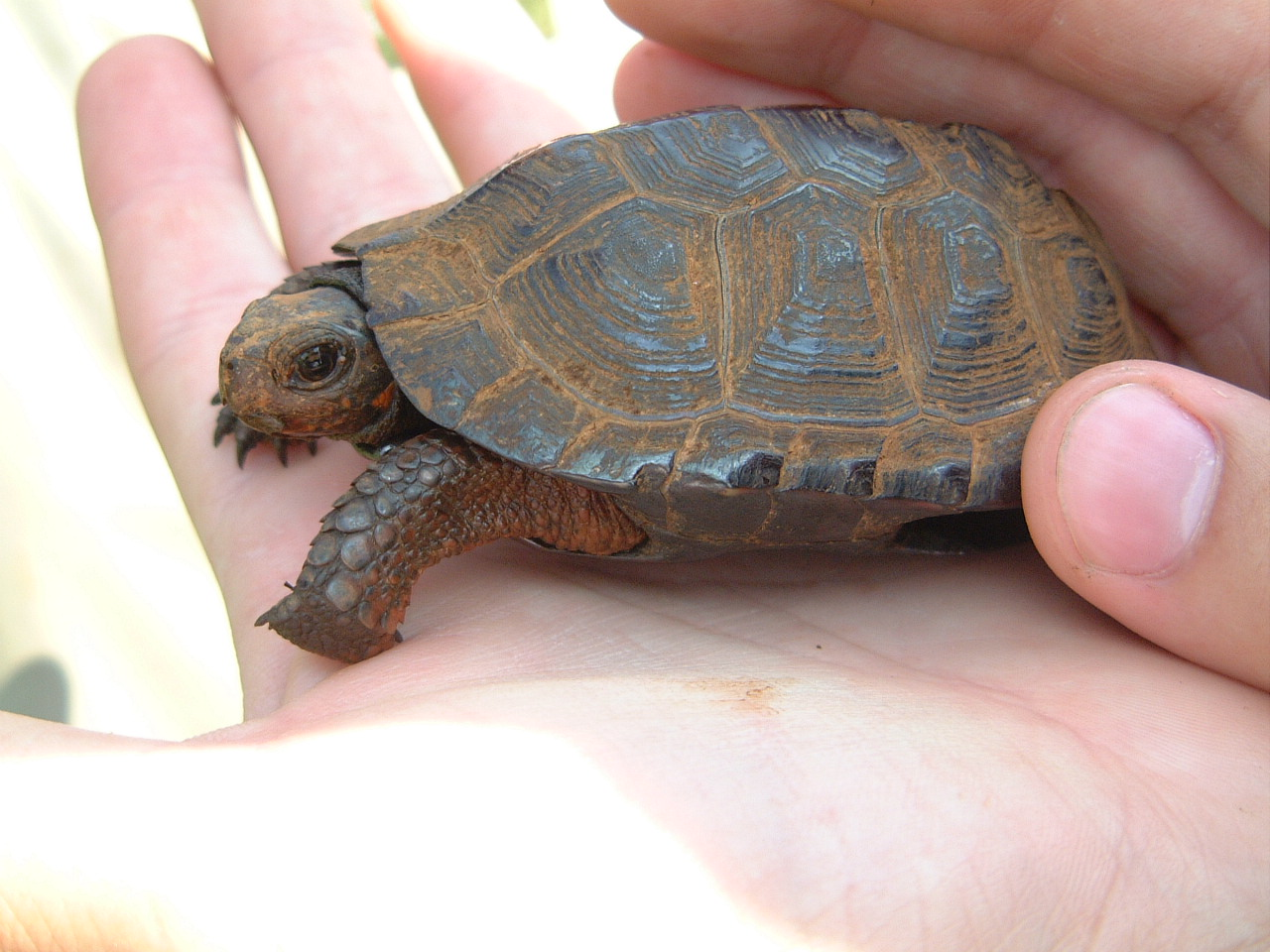
La coraza se torna lisa cuando es desgastada por el lodo.

Las tortugas de pantano maduran sexualmente al encontrarse entre los 8 y 11 años de edad (para ambos sexos). Se aparean en la primavera tras emerger de la hibernación, en una sesión de copulación que dura de 5 a 20 minutos, normalmente en la tarde, y puede ocurrir en el suelo o en el agua. Comienza con el macho identificando el sexo de la hembra. Durante el ritual de cortejo, el macho muerde y empuja suavemente la cabeza de la hembra. Los machos más jóvenes suelen ser más agresivos durante el acto, y las hembras suelen evitar a un macho demasiado agresivo. Sin embargo, conforme la hembra envejece, tiende a aceptar la agresividad del varón y puede llegar a tomar el papel de iniciadora. Si la hembra cede, puede retirar sus miembros frontales y su cabeza. Cuando todo el proceso termina, el cual dura alrededor de 35 minutos, el macho y la hembra toman caminos distintos. En una sola temporada, las hembras pueden aparearse uno, dos o ni una sola vez, y los machos tratan de aparearse el mayor número de veces posibles. Se ha sugerido que es posible que la tortuga de pantano haga una hibridación con Clemmys guttata durante la temporada de apareamiento. Aun así, no se ha verificado genéticamente en poblaciones salvajes.
La construcción del nido sucede entre abril y julio. La hembra cava un hoyo en un área seca y soleada del pantano, y deposita sus huevos en una mata de hierba o en musgo esfagnáceo. El nido mide usualmente de 3.8 cm a 5.1 cm (1.5 in a 2.0 in) de profundidad y 5 cm (2.0 in) alrededor. Como la mayoría de las especies de tortugas, la tortuga de pantano construye su nido usando sus patas y garras traseras. La mayoría de los huevos de tortugas de pantano son depositados en junio. Las hembras en gestación ponen de uno a seis huevos por puesta (en promedio 3), y hacen una puesta de huevos al año. Una saludable tortuga hembra de pantano puede poner entre 30 y 45 huevos a lo largo de su vida, pero muchas de las crías no sobreviven para alcanzar la madurez sexual. Normalmente, las hembras mayores ponen más huevos que las jóvenes. Los huevos son blancos, ovalados, y en promedio miden 3.4 cm (1.3 in) de largo y 1.5 cm (0.59 in) de ancho. Después de haber depositado los huevos, se dejan para pasar por un período de incubación que dura de 42 a 80 días. En climas más fríos, los huevos son incubados durante el invierno y salen del cascarón en la primavera. Los huevos son vulnerables durante el periodo de incubación y suelen ser presas de mamíferos y pájaros. Además, los huevos pueden correr riesgo por inundaciones, congelamiento, o diversos problemas de desarrollo. No se sabe cómo se determina el sexo en las tortugas de pantano.
Las tortugas de pantano bebés miden alrededor de 2.5 cm (0.98 in) de largo cuando salen de sus huevos, usualmente a finales de agosto o septiembre. Las hembras son ligeramente más pequeñas al nacer, y tienden a crecer más lento que los machos. Ambos géneros crecen rápidamente hasta alcanzar la madurez. Los jóvenes casi duplican su tamaño en los primeros cuatro años, pero no alcanzan su tamaño máximo hasta cumplir los cinco o seis años.
La tortuga de pantano pasa casi toda su vida exclusivamente en el pantano donde nació. En su medio ambiente natural, tiene una esperanza de vida de tal vez 50 años o más, y su esperanza de vida promedio es de 20 a 30 años. El Zoológico de Bronx alberga varias tortugas de 35 años o más, conocidas como las tortugas de pantano más viejas. La colección del zoológico se ha mantenido exitosamente por cuenta propia por más de 35 años. La edad de una tortuga de pantano se determina contando el número de anillos en una escama, menos el primero (el cual se desarrolla antes de nacer).

## Conservación

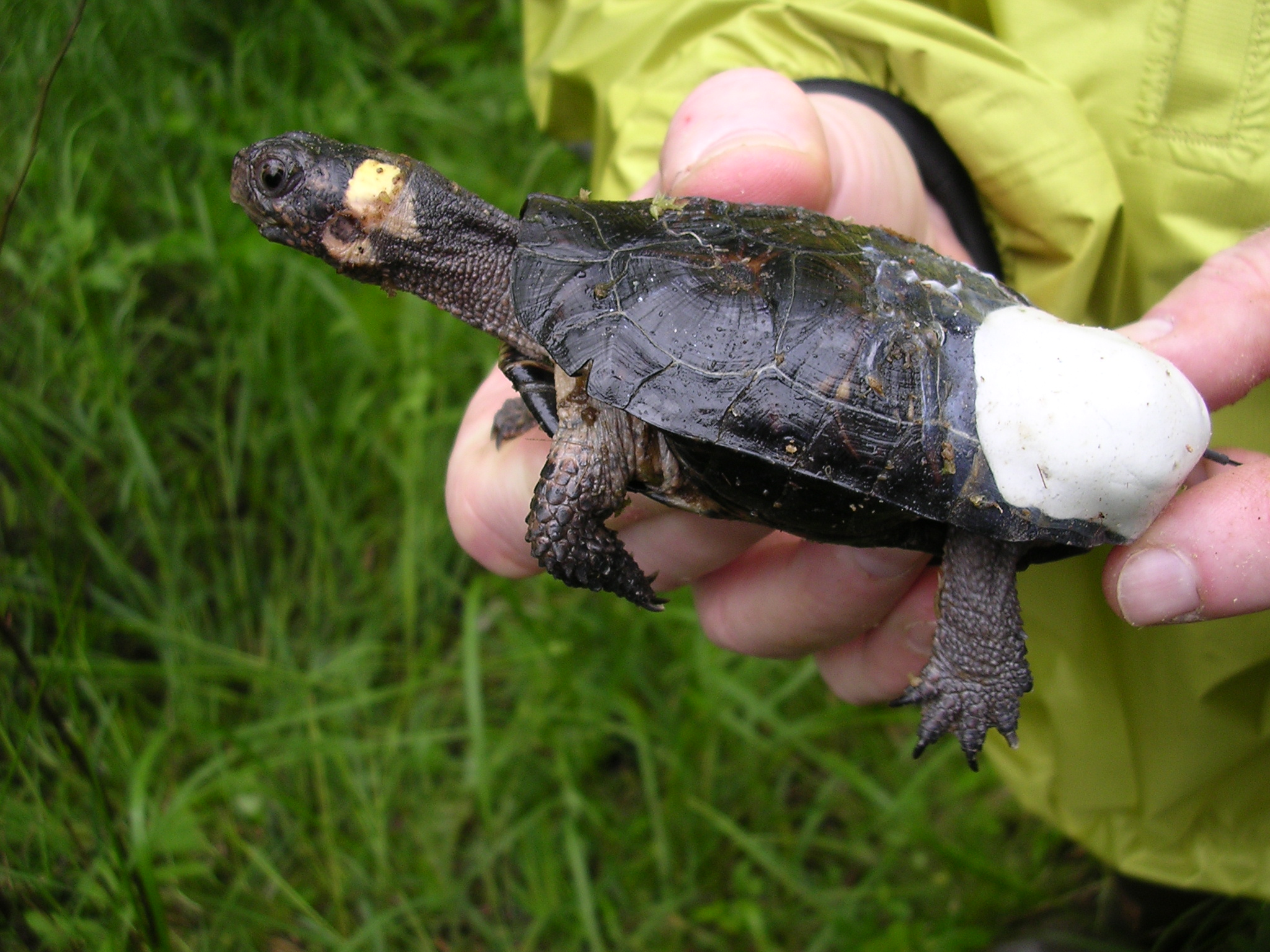
Una tortuga de pantano cautiva es liberada a la naturaleza, con un radiotransmisor fijo.

Protegida bajo el Acta de las Especies en Peligro de los Estados Unidos, la tortuga de pantano es considerada bajo amenaza threatened en los estados de Connecticut, Delaware, Maryland, Massachusetts, Nueva Jersey, Nueva York y Pensilvania desde el 4 de noviembre de 1997. Debido a una "apariencia similar" a la población del norte, la tortuga de pantano también está en amenaza en Georgia, Carolina del Norte, Carolina del Sur, Tennessee y Virginia (considerada como la población del sur). Además de estar en el listado federal como bajo amenaza, los estados de la región del sur listan a la tortuga de pantano ya sea como en peligro de extinción o bajo amenaza. Cambios en el hábitat de la tortuga de pantano han ocasionado la desaparición del 80% de las colonias que existían hace 30 años. Gracias a la rareza de la tortuga, también se encuentra en peligro de recolección ilegal, con frecuencia para el mercado de mascotas mundial. A pesar de las regulaciones que prohíben su colecta trueque exportación, las tortugas de pantano son tomadas usualmente por cazadores furtivos. El tráfico vial también ha contribuido a su disminución. El Servicio de Pesca y Vida Salvaje de Estados Unidos (U.S. Fish and Wildlife Service) tiene un plan para la recuperación de la población del norte. La tortuga de pantano fue listada como críticamente en peligro de extinción en la Lista Roja de IUCN en 2011.
La invasión de plantas no nativas en su hábitat es una gran amenaza para la supervivencia de la tortuga de pantano. Aunque diversas plantas alteran el ecosistema, las tres principales culpables son: la arroyuela morada, la hierba cinta y phragmites, las cuales crecen anchas y altas y se cree que entorpecen el movimiento de las tortugas. Dichas plantas también superan a las especies nativas en el hábitat de la tortuga de pantano, reduciendo la cantidad de comida y protección disponible para las tortugas. 
El desarrollo de nuevos vecindarios y calzadas obstruyen el movimiento de la tortuga de pantano entre pantanos, impidiendo el establecimiento de nuevas colonias de tortugas de pantano. Los pesticidas, escurrimientos y desechos industriales son dañinos para el hábitat y el abastecimiento de comida de la tortuga de pantano. La tortuga de pantano ha sido designada como especie bajo amenaza para "conservar la población del norte de la tortuga de pantano, la cual ha disminuido severamente en el noreste de Estados Unidos".
Hoy en día, la recuperación de colonias de la tortuga de pantano depende de la intervención del sector privado. El monitoreo de la población involucra meticulosos censos terrestres de extensos campos. Además de inspeccionar el terreno visualmente, se ha usado la detección remota  para clasificar biológicamente si un pantano es apropiado o no para una colonia de tortugas de pantano. Esto permite realizar comparaciones entre áreas conocidas de éxito de tortugas de pantano y áreas con potencial para la habitación futura.

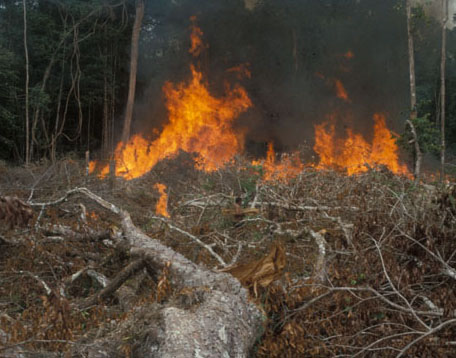
Una quema controlada en proceso

Para ayudar a la recuperación de colonias existentes, se han iniciado diversos proyectos privados como un intento para limitar la invasión de árboles y arbustos que dan sombra, la construcción de nuevas autopistas y vecindarios y otras amenazas tanto naturales como causadas por el hombre.
Algunos métodos usados para reconstruir el hábitat de la tortuga de pantano son: quemas controladas para limitar el crecimiento de árboles y maleza que dan sombra (regresando así el hábitat a sus primeras etapas); ganado de pastoreo como vacas y cabras en el área del hábitat deseado (creando nichos de agua y fresco lodo batido); e impulsando las actividades de los castores, incluyendo la construcción de presas dentro y alrededor de los pantanos.
La crianza en cautiverio (Captive breeding) es otro método que ayuda a estabilizar el número de tortugas de pantano. La crianza en cautiverio (CB) es una técnica donde se tiene un grupo de ejemplares que son aptos para la reproducción hablando en cuestiones fisiológicas, una vez que se tienen esos ejemplares se les provee de un hábitat parecido al hábitat natural de las tortugas y una alimentación variada para poderlas inducir al apareamiento. Fred Wustholz y Richard J. Holub fueron los primeros en hacer esto independientemente, durante los años sesenta y setenta. Se interesaron en educar a más personas sobre la tortuga de pantano y aumentar su población, y con el paso de los años liberaron muchas tortugas de pantano sanas a la vida salvaje. A varias organizaciones, como la Asociación de Zoológicos y Acuarios, se les ha permitido reproducir tortugas de pantano en cautiverio.
El estudio de las tortugas de pantano en la vida salvaje es una ayuda significativa al desarrollo de una estrategia de conservación. La telemetría se ha usado para rastrear los movimientos de las tortugas en su hábitat natural. Muestras de sangre, muestras fecales y muestras de cloaca son comúnmente recolectados de poblaciones salvajes y analizados para detectar señales de posibles enfermedades.